# Peaking Lights

## Biografía
Peaking Lights son una banda de Dub y neopsicodelia formada en San Francisco. La banda está formada por el matrimonio Aaron Coyes e Indra Dunis. El matrimonio tiene un hijo llamado Mikko que contribuyó en las letras de su tercer álbum, Lucifer.

## Discografía

### Álbumes
- Imaginary Falcons (2009, Night People)
- 936 (2011, Not Not Fun)
- Lucifer (2012, Mexican Summer / Weird World)
- Lucifer in Dub (2012, Mexican Summer)

### EP
- Two songs for Ceremony (2009)
- Space Primitive (2010)
- Daytrotter Session (2012)